# Pokusy na zvířatech

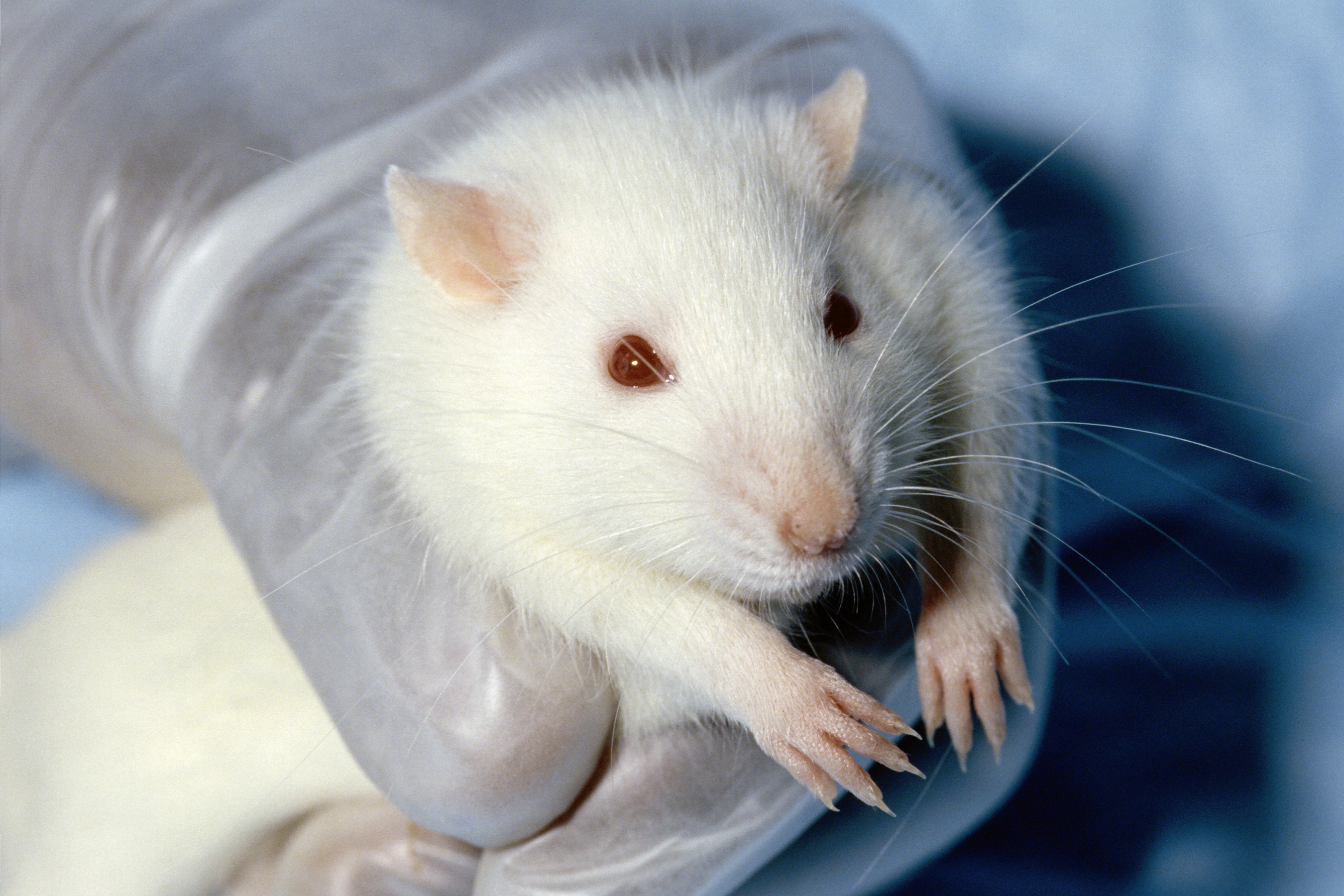
Laboratorní potkan

Pokusy na zvířatech nebo též experimenty na zvířatech jsou člověkem cíleně prováděné úkony na zvířatech za nějakým účelem. Použití zvířat v pokusech bylo a stále je nedílnou součástí poznání člověka a stojí za pokrokem v medicíně a celé řadě dalších přírodních oborů. Díky stále diskutované etice pokusů na zvířatech dochází i v této oblasti k řadám změn. V legislativě ukotvená ochrana práv zvířat, použití anestezie a analgezie při experimentech nebo nahrazení pokusů alternativními metodami vedlo k redukci počtu pokusů, odstranění nehumánního zacházení anebo úplnému zákazu použití lidoopů v pokusech ve většině vyspělých zemí.  

## Význam pokusů
Pokusy na zvířatech hrály a hrají zcela zásadní roli v biomedicínském výzkumu a byly základem celé řady objevů v biologii a medicíně, jakož i dalších oblastech. To dokládá například fakt, že celkem ze 106 Nobelových cen udělených za fyziologii a lékařství od roku 1901 bylo 96 objevů provedeno za použití pokusných zvířat. Výčet zvířat pro pokusy prochází prakticky celým spektrem živočišných druhů, od bezobratlých (octomilky, háďátka), přes studenokrevné obratlovce až po primáty příbuzné člověku (šimpanzi). K největšímu nárůstu pokusů na zvířatech došlo kolem 70. let 20. století. Poté s nástupem organizací za práva zvířat došlo k mírnému poklesu v 80. a 90. létech. Pokusy na zvířatech jsou důležitou součástí základního a aplikovaného výzkumu v medicíně a biologii, zemědělství a mohou rovněž přispívat k ochraně životního prostředí. V minulosti se zvířata používala při testech jaderných zbraní, kdy na nich byly zkoumány okamžité i dlouhodobé účinky vystavení ionizujícímu záření. Velkou úlohu sehrála zvířata také v počátcích kosmického výzkumu. Prvním živým tvorem mimo naši planetu byl pes Lajka, vynesený při misi Sputnik 2, americký kosmický program používal testovací subjekty z řádu primátů (makakové a šimpanzi). Dnes jsou pokusy s hominidními primáty ve většině případů zakázány. 
V dnešní době mají dominantní roli v medicínském výzkumu myši a potkani. Výhoda použití myší v medicínském výzkumu tkví v nízkých nákladech na chov, vysokém reprodukčním potenciálu myší, ale především ve značné genetické podobnosti lidí a myší. Myš a člověk sdílejí víc než 99 % genů. Díky znalosti lidského a myšího genomu můžeme pomocí myších modelů poznat a pochopit funkci všech lidských genů, podstatu geneticky podmíněných chorob a navrhnout nové formy terapie a diagnostiky nemocí lidí a zvířat. Do budoucna se tak očekává produkce celé řady dalších transgenních kmenů myší. Zatímco myš a potkan hrají nezastupitelnou roli při výzkumu genů, nemocí a fyziologických funkcí, větší zvířata jsou zase potřebná pro vývoj nových chirurgických postupů nebo testování transplantací orgánů apod. Z těchto důvodů jsou například prasata a psi stále nenahraditelnou metodou výzkumu. Králíci a morčata se využívají k produkci protilátek, komplementu a dalších složek séra.  

## Historie

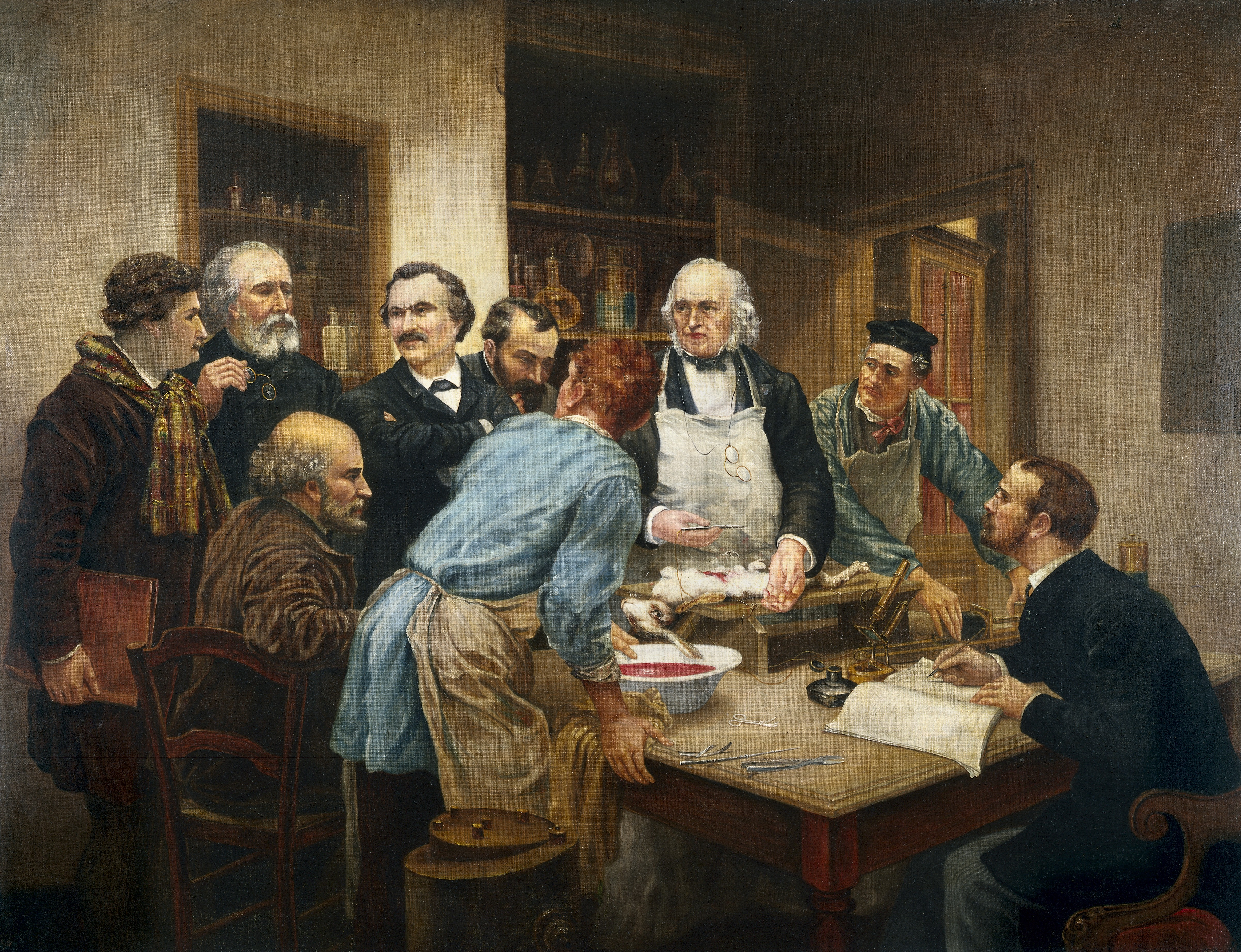
Francouzský vědec Claude Bernard se svými žáky při vivisekci

Historie pokusů na zvířatech sahá až do starověkého Řecka k Aristotelovi a dalším. Galénos, lékař řeckého původu, jenž však působil ve starověkém Římě, objasnil řadu anatomických struktur a fyziologických funkcí pomocí pitev zvířat a operací na živých zvířatech. Středověk přinesl útlum nejen v pokroku medicíny ale i ve využití zvířat pro vědecké poznání. Teprve s renesancí přichází další nástup lékařů a badatelů, jež využívali ke svým experimentům zvířata. Anatom a lékař Vesalius (1514–1564) využil vivisekce a položil základy srovnávací anatomie. Poté William Harvey (1578–1657) díky studiím na zvířatech objasnil funkci oběhového systému a srdce. Využití zvířat v pokusech se nadále zvyšovalo s rozmachem vědy v 18. a 19. století. Claude Bernard (1813–1878) položil základy experimentální medicíny a navrhl metodiku pro práci s laboratorními zvířaty. Bez experimentů na zvířatech se neobešly ani známé objevy prvních vakcín Louise Pasteura (1822–1895), Emila von Behringa (1854–1917) nebo Paula Ehrlicha (1854–1915). Dvacáté století přineslo díky studiím na zvířatech celou řadu objevů v medicíně. Jde například o objev anebo přípravu insulinu, hormonů, vitamínů, hemodialýzy, nových vakcín nebo zavedení nových chirurgických postupů, použití umělých tkání nebo transplantací atd. Harmonizace a standardizace experimentů byly výsledkem cíleného šlechtění, inbreedingu a chovu zvířat pouze pro laboratorní účely na začátku 20. století. První inbrední kmeny myší byly připraveny v roce 1930. Další pokrok v medicíně přinesl zavedení genových manipulací a geneticky upravených zvířat. V roce 1976 byla poprvé prezentována geneticky upravená myš. V roce 2002 byl popsán celý genom myši. O dva roky později pak genom potkana. V dnešní době existuje celá řada  kmenů myší s různým fenotypovými vlastnostmi - např. neobézní myši s diabetem (NOD kmen), kmeny s vypnutým genem (knock-out myši) nebo transgenní myši.
V roce 1959 definovali biologové Russell a Burch zásady pro odpovědné a rozumné užití zvířat v experimentu - takzvanou koncepci 3R (Replacement, Reduction, Refinement). Experimenty se zvířaty ve vyspělých zemích musí dnes vždy vycházet z tohoto konceptu, aby byla dodržována pohoda zvířat a aby se předešlo zbytečnému utrpení zvířat. Podstatou konceptu je: použití zvířat v pokusu pouze tehdy neexistuje-li žádná jiná alternativa, a dále použít pokud to je možné zvířata na co nejnižší fylogenetické úrovni (myši namísto primátů, bezobratlé namísto myší apod.), snaha o co nejnižší počet zvířat v pokusu, zamezení zbytečnému opakování pokusů, zjemnění experimentu pomocí neinvazivních technik, anestezie a analgezie.

## Legislativa
Pokusy na zvířatech jsou definovány a legislativně ukotveny v evropském a českém právu. Použití a zacházení se zvířaty pro pokusné účely je ošetřeno zákonem č. 246/1992 Sb. na ochranu zvířat proti týrání, ve znění pozdějších předpisů a příslušnými vyhláškami (418/2012 Sb. o ochraně zvířat při usmrcování, 419/2012 Sb. o ochraně pokusných zvířat) k tomuto zákonu, dále částečně zákonem č. 166/1999 Sb., o veterinární péči a o změně některých souvisejících zákonů (veterinární zákon), ve znění pozdějších předpisů, zákonem č. 154/2000 Sb., o šlechtění, plemenitbě a evidenci hospodářských zvířat a o změně některých souvisejících zákonů (plemenářský zákon), ve znění pozdějších předpisů, zákonem č. 91/1996 Sb., o krmivech, ve znění pozdějších předpisů.
Pokusným zvířetem dle zákona č. 246/1992 Sb. (dále jen „zákon“) je chápán živý obratlovec, s výjimkou člověka, včetně samostatně se živících larválních forem a plodů savců od poslední třetiny jejich běžného vývoje, který je nebo má být použit k pokusům; za pokusné zvíře se považuje také zvíře, které je v ranějším stadiu vývoje, než je stadium samostatně se živících larválních forem a plodů savců od poslední třetiny jejich běžného vývoje, pokud má být zvířeti umožněno žít nad rámec tohoto stadia vývoje a v důsledku prováděných pokusů je pravděpodobné, že po dosažení tohoto stadia vývoje je postihne bolest, utrpení, strach nebo trvalé poškození. Za pokusné zvíře se považují také živí hlavonožci. To znamená, že dle platné legislativy nejsou pokusy na bezobratlých (vyjma hlavonožců) jako je např. hmyz, háďátka považovány za pokusy jako takové a nejsou tudíž nijak regulovány ani kontrolovány. Pokusy na bezobratlých se řídí vnitřními předpisy příslušného pracoviště, předpisy na ochranu zdraví zaměstnanců nebo v případě ohrožených druhů se na ně vztahuje zákon o ochraně přírody a krajiny č. 114/1992 Sbírky. 
Dle zákona se pokusem rozumí jakékoli invazivní či neinvazivní použití zvířete pro pokusné nebo jiné vědecké účely se známým nebo neznámým výsledkem nebo pro vzdělávací účely, které může zvířeti způsobit bolest, utrpení, strach nebo trvalé poškození nejméně o intenzitě odpovídající vpichu jehly podle běžné veterinární praxe. Pokusem se rozumí rovněž jakýkoli způsob jednání, který má nebo může vést k tomu, že se zvíře narodí nebo vylíhne nebo že vznikne a je zachována geneticky modifikovaná linie zvířete v takovém stavu; usmrcení zvířete pouze pro využití jeho orgánů či tkání se za pokus nepovažuje.
Za pokus se dle zákona naopak nepovažuje řada definovaných zákroků na zvířatech:
- a) nepokusné úkony prováděné v zemědělství (např. odrohování skotu, kastrace samců, atd.)
- b) nepokusné klinické veterinární úkony
- c) veterinární klinická hodnocení požadovaná při registraci veterinárního léčivého přípravku
- d) úkony prováděné pro účely uznaných chovatelských postupů
- e) úkony, jejichž hlavním účelem je identifikace zvířete
- f) úkony, které pravděpodobně zvířeti nezpůsobí bolest, utrpení, strach ani trvalé poškození o intenzitě odpovídající nejméně bolesti, utrpení, strachu nebo trvalému poškození způsobenému vpichem jehly podle řádné veterinární praxe.(geneticky modifikovaná zvířata)

### Důvody pro pokus
Důvodem k provedení pokusu na zvířatech je:
1. základní výzkum
2. translační nebo aplikovaný výzkum 
  - prevence, léčba a diagnostika nemocí lidí, zvířat a rostlin
  - zlepšení životních podmínek a podmínek produkce zvířat chovaných k zemědělským účelům,
  - při vývoji, výrobě nebo zkoušení kvality, účinnosti a nezávadnosti léčiv, potravin, krmiv a jiných látek nebo výrobků
3. ochrana přírodního prostředí v zájmu zdraví nebo dobrých životních podmínek lidí nebo zvířat
4. výzkum zaměřený na zachování druhů
5. vyšší vzdělávání nebo odborná příprava za účelem získání, udržení nebo zlepšení odborných znalostí
6. trestní řízení a jiné soudní řízení

Naopak je zakázáno použití zvířat při vývoji, výrobě nebo testování jakýkoliv zbraní, nebo při vývoji a výrobě kosmetických produktů.

### Zvířata chovaná k pokusům

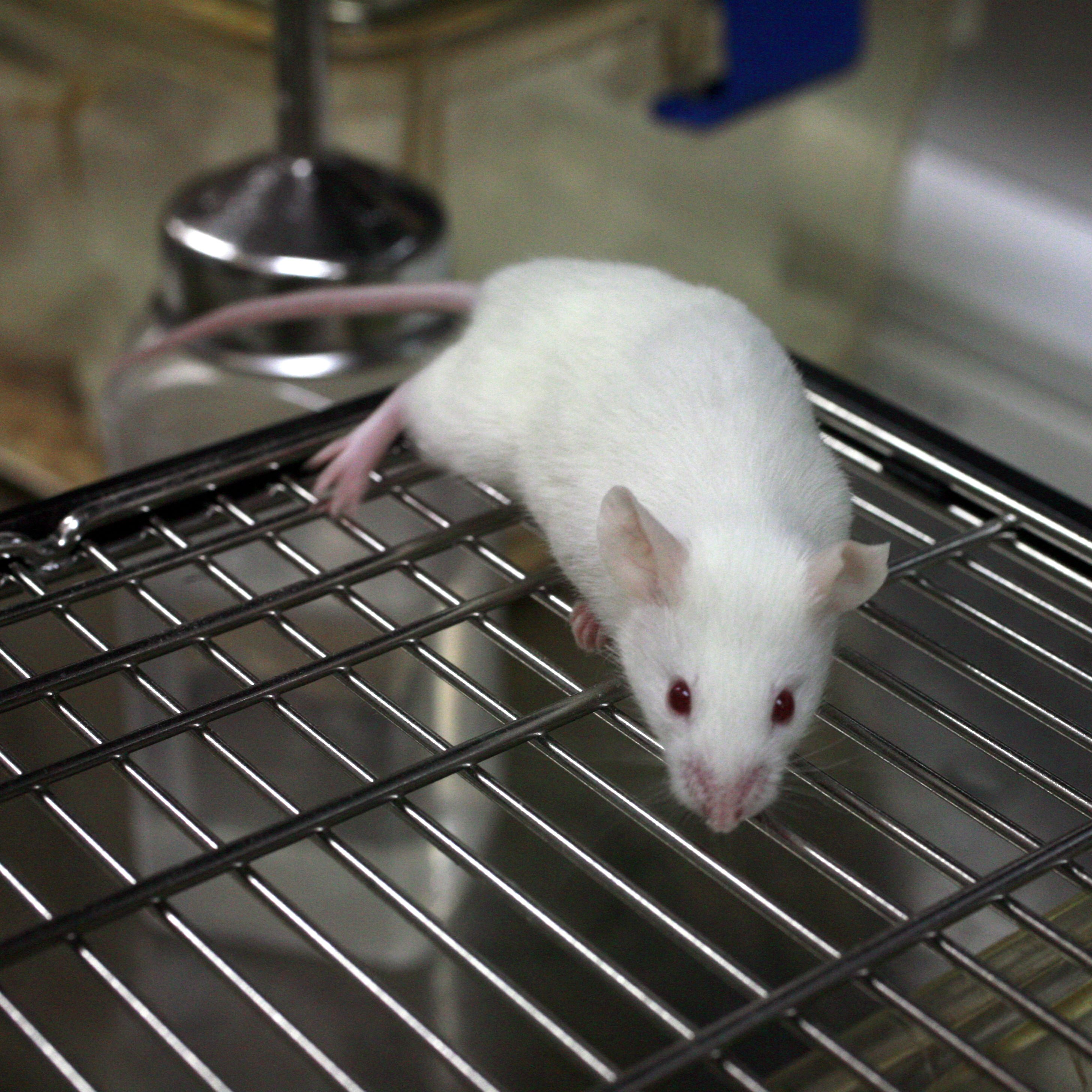
Inbrední kmeny laboratorních myší jsou nejčastěji používaným zvířetem v pokusech ve světě.

Mezi zvířata chovaná pro použití k pokusům patří: myš laboratorní (Mus musculus), potkan obecný (Rattus norvegicus), morče domácí (Cavia porcellus), křeček zlatý (Mesocricetus auratus), křeček čínský (Cricetulus griseus), pískomil mongolský (Meriones unguiculatus), králík domácí (Oryctolagus cuniculus), pes domácí (Canis familiaris), kočka domácí (Felis catus), drápatka vodní (Xenopus laevis), drápatka tropická (Xenopus tropicalis), skokan hnědý (Rana temporaria), skokan levhartí (Rana pipiens), danio pruhované (Danio rerio). Tyto zvířata smějí být použita k pokusům pouze tehdy, byla-li pro použití k pokusům chována.
Subhumánní primáti se smějí používat pouze za přesně definovaných podmínek. Primáti mohou být používáni k pokusům, pouze pokud jsou potomky subhumánních primátů chovaných v zajetí nebo pokud pocházejí ze soběstačných populací. Soběstačnou populací se rozumí populace, ve které jsou chována zvířata pocházející pouze z této populace nebo z jiných populací, ne však pocházející z volné přírody, a ve které jsou zvířata chována způsobem, který zajišťuje, že jsou zvyklá na člověka. Patří sem: kosman bělovousý (Callithrix jacchus), makak jávský (Macaca fascicularis), makak rhesus (Macaca mulatta).
Hospodářská zvířata, jejichž produkty se využívají člověkem, se smějí použít v pokusu pouze předem definovaných podmínek a po schválení pokusu příslušným státním orgánem. Nejčastěji se využívají prasata domácí, kur domácí a ovce domácí. 
Zvířata odchycená ve volné přírodě se nesmějí používat k pokusům. Státní orgán však může na základě žádosti uživatele pokusných zvířat udělit výjimku, pokud uživatel pokusných zvířat prokáže, že je vědecky doloženo, že účelu pokusu nelze dosáhnout za použití pokusného zvířete, které je pro použití k pokusům chováno.
Chov zvířat pro pokusné účely musí být schválený (akreditace) příslušným dozorovým orgánem. Stejně tak uživatelská zařízení, kde se samotné pokusy provádějí (výzkumné laboratoře, univerzity, společnosti) musí být akreditovány příslušným dozorovým orgánem. Tato akreditace je platná vždy na 5 let. Pouze ve výjimečných případech lze použít k pokusům odchycená volně žijící zvířata či nepokusná hospodářská zvířata. V případě použití volně žijících zvířat musí existovat zjevný důvod pro jejich použití a dozorový orgán musí tuto výjimku schválit.

### Projekt pokusů
Na území ČR nesmí být vykonán pokus na zvířeti bez jeho předchozího schválení státním orgánem příslušným ke schvalování projektů pokusů. Projekt pokusů je proces, kdy uživatel (vědecké zařízení) podává žádost o provedení pokusu za jistým účelem. Tento projekt je po vyjádření odborné komise (minimálně tříčlenná komise na každém pracovišti, např. fakulta, ústav) předkládán k posouzení příslušnému státnímu orgánu. Tím je dané ministerstvo, pod které spadá podávající uživatelské zařízení (nejčastěji ministerstvo zemědělství, zdravotnictví, MŠMT, vnitra, obrany či Akademie věd České republiky). Příslušný státní orgán pak v případě splnění podmínek vydává rozhodnutí o schválení projektu pokusů. Při žádosti o projekt pokusů je nutno zdůvodnit cíle experimentu, popis experimentu, druh a počty zvířat, míru zátěže pro zvířata, osoby zodpovědné za pokus a péči o zvířata apod. Vždy je nutno doložit zda neexistuje alternativní metoda, jež by pokus nahradila. Pokus musí vycházet z konceptu 3R: replacement, reduction, refinement. To znamená možnost nahrazení pokusu jinou alternativou, snaha o co nejnižší počet zvířat a o co nejšetrnější provedení. Cíle a popis každého schváleného projektu pokusů jsou zveřejněny v anonymním, takzvaném netechnickém shrnutí, jež jsou dostupná veřejnosti na stránkách ministerstva zemědělství.

### Počty zvířat v pokusech
Zvířata v pokusech v ČR jsou ze zákona každoročně evidována ministerstvem zemědělství a statistiky jsou zveřejněny. Stejně tak EU sbírá údaje o počtech zvířat v pokusech a monitoruje účel pokusů. Zcela nejčetnějším pokusným druhem je myš a potkan. Drobní hlodavci a králíci představují okolo 80 % ze všech zvířat použitých v pokusech v EU (myš 61 %, potkan 14 %, králíci 3 %). Dále ptáci (např. kur domácí) (6%) a poikilotermní obratlovci (zejména ryby a žáby drápatky) (12%) tvoří další relativně početnou část zvířat v pokusech ve státech unie. Zcela nepatrný podíl tvoří sudo- a lichokopytníci (1,2%) a masožravé šelmy (0,25%). U primátů je pozorován zjevný klesající trend v počtech zvířat zapojených do pokusů (v roce 2011 to bylo méně než 0,05%). Přitom od roku 1999 nebyl na území celé unie evidován jediný lidoop v pokusu. Více než 60 % zvířat v experimentech bylo použito v oblasti základního a aplikovaného výzkumu v humánní, veterinární medicíně a stomatologii.

## Ochrana pokusných zvířat
Už s nástupem pokusů na zvířatech v renesanci počala diskuze o etice zákroků na živých zvířatech. Vzhledem k tomu, že v té době neexistovala anestézie, experimenty se prováděly vždy za plného vědomí (např. vivisekce) a byly pro zvíře velmi bolestivé. Ve Velké Británii na to upozornil v roce 1713 Alexander Pope, který publikoval článek v britském tisku s podtitulem ‚Proti barbarství na zvířatech‘. Jiný Angličan, William Hogarth, vydal kritické pojednání o zvířecích experimentech v roce 1751 nazvané ‚Čtyři fáze krutosti‘. Sílící odpor veřejnosti proti bolestivým zákrokům (vivisekce) vedl v Británii k uzákonění ochrany zvířat (The Cruelty to Animals Act, 1876). Ten i přes kritiku veřejnosti zůstal platný po dobu 110 let až do přijetí nové legislativy vycházející ze směrnice Evropské rady z roku 1986 ‚o sbližování právních a správních předpisů členských států týkajících se ochrany zvířat používaných pro pokusné a jiné vědecké účely (86/609/EHS)‘. Tato směrnice měla za cíl sjednotit a ustanovit pravidla pro pokusy na zvířatech v Evropské unii. Směrnice byla novelizována v roce 2010 (směrnice rady a parlamentu 2010/63/EU ze dne 22. září 2010 o ochraně zvířat používaných pro vědecké účely). V Česku se problematikou ochrany pokusných zvířat zabývá Zákon na ochranu zvířat proti týrání či Vyhláška o ochraně pokusných zvířat. 
Krom zakomponování ochrany zvířat do legislativy vznikla po světě celá řada organizací zabývající se právy a ochranou zvířat před týráním. Jedná se jak o aktivistické organizace (např. PETA) nebo vědecké organizace (např. The Johns Hopkins University Center for Alternatives to Animal Testing – CAAT). Negativní ohlasy široké veřejnosti spolu s působením některých aktivistických organizací mohou mít vliv i na legislativu ve vztahu k ochraně zvířat. To vedlo například k zákazu pokusů na lidoopech a omezení pokusů na nižších primátech a psech. 

### Spory o pokusy na zvířatech
Pokusy na zvířatech jsou zdrojem sporů mezi laboratořemi a organizacemi bojujícími za práva zvířat. Tyto skupiny se mohou příležitostně radikalizovat a přejít k ekoterorismu.